# イタズラなKiss
『イタズラなKiss』（イタズラなキッス）は、多田かおるによる日本の少女漫画、またそれを原作としたテレビドラマ・テレビアニメなどの作品群。略称は「イタKiss」、「イタキス」。

## 概要
『別冊マーガレット』で1990年6月号から連載開始。当初は全3話の短期連載の予定だったが、多田本人の希望と読者からの人気を受け、長期連載となる。1999年3月号まで連載中だったが、同年3月11日に多田が脳内出血で急逝したことにより、未完となった。単行本は全23巻。2016年10月時点で累計発行部数は3500万部を突破している。
1996年にテレビ朝日でテレビドラマ化された。
台湾ではこれまでテレビドラマが3作製作されている。2005年には『惡作劇吻』のタイトルでテレビドラマ化され、同年度台湾のテレビドラマ年間最高視聴率を記録した。
2007年には続編『惡作劇2吻』が放送され、前作に引き続き主演を務めた林依晨（アリエル・リン）は、台湾版のエミー賞に相当する第43回電視金鐘奨で主演女優賞を受賞した。2017年には『惡作劇之吻Miss In Kiss』のタイトルでドラマ化されている。
2008年4月から同年9月まで中部日本放送およびTBSでテレビアニメが放送された。原作の未完部分を、多田が遺していた構想ノートなどを基に構成し、完結させたストーリーとなっている。
2008年11月27日から同年12月7日まで『舞台版 イタズラなkiss 〜恋の味方の学園伝説〜』のタイトルでシアターサンモールにて舞台化された。
2010年には韓国で『장난스런 KISS 』（イタズラなKISS）、2015年にはタイで『Kiss Me 』（Kiss Me รักล้นใจนายแกล้งจุ๊บ）のタイトルでテレビドラマ化された。
2013年3月29日から『イタズラなkiss 〜Love in TOKYO』としてオリジナル要素も含めてCS放送・フジテレビTWOにて再ドラマ化されている。
2016年には「イタズラなKiss THE MOVIE」として劇場映画化され、第29回東京国際映画祭ならびに上海国際映画祭で特別招待作品に選出される。
2021年6月に本作の複製原画展が有楽町マルイにて開催された。

## あらすじ
落ちこぼれの女子高生・相原琴子は、斗南高校の入学式で新入生代表挨拶をした頭脳明晰な美青年・入江直樹に一目惚れするが、話す機会もないまま高校3年生に。2年間の想いをラブレターに託し勇気を出して手渡そうとするも、「頭の悪い女は嫌いだ」と受け取ってすらもらえずにフラれてしまう。その冷たい対応に、直樹への想いを断ち切ろうとする琴子。
そんなある日、新築したばかりの相原邸が震度2の地震で倒壊。琴子のために災害募金を始めた池沢金之助らにも冷めた言動を行う直樹に、琴子は怒りを露にする。結局、家を再建するまでの期間、父・相原重雄の中学生時代からの親友宅へ父娘共々居候させてもらうことになったが、なんとその居候先は直樹の住む入江家だった。
居候中も琴子は直樹から冷たくあしらわれ、傷つくことたびたび。それでもめげずに直樹を想い続け、直樹も琴子に振り回されながらいつしか琴子に惹かれていく。その後、ライバルの登場や直樹の一人暮らし・お見合い（政略結婚）など、様々な紆余曲折を経ながらも、琴子の長年の想いが実を結び、大学3年時、直樹からのプロポーズでついに2人は結婚に至る。

## 登場人物

### 主人公
入江 琴子（いりえ（旧姓：相原）（あいはら）ことこ）
1972年9月28日生まれ。血液型O型。身長158cm。
本作の主人公。ドジで単純、勉学も不得意、不器用で料理や裁縫も下手だが、明るく前向きで根性だけは誰にも負けない。夜盲症。犬が苦手。基本的に料理は下手だがコーヒーは作るのが上手い様子で、高校時代に夏休みの課題で直樹と共に徹夜した際も、直樹はコーヒーだけはオーダーをしており、理加が日本への帰国に当たり入江家に居候した際も、理加との料理対決には敗れたものの直樹が琴子にコーヒーをオーダーし、理加がコーヒーを作ろうとすると、それを制止し「コーヒーだけはコイツが上手いから。」とその実力を認めている。直樹からは「襲う気にもならない」と評される幼児体型・貧乳で、ハワイでは小学生に間違われることがあった。
初告白して以降、直樹からどんなに冷たくされ傷ついても、傷ついても、直樹の優しさや隠れた一面を垣間見るたびに惚れ直し、めげずに想い続ける。
おせっかい焼きで、「作戦」と称してカップルのキューピッド役を試みている。ドジで不器用だが、時には人の弱みを握って操縦したり、直樹をも意のままに勉強を手伝わせたりと策士的な一面も持つ。
高校時代は偏差値順のクラス分けで3年間最下位のF組（おちこぼれ組）だった。ただし、直樹が勉強を手伝うと実力以上の力を発揮し、学年100位（アニメ版では50位）に入ったこともある。
高校3年生2学期の期末試験勉強を直樹に教えてもらったこともあり、エスカレーター式に斗南大学文学部日本文学科（通称『大学のF組』）に進学。だが成績は振るわず、定期試験では白紙とにらめっこしていることがしばしば。
大学のクラブは直樹を追いかけてテニス部に。須藤先輩の策略により、夏合宿や試合で一時的に直樹のダブルスのパートナーになったこともある。腕前は下手だが、須藤に対し負けず嫌いの直樹から猛特訓を受け、須藤のサービスをリターンエースしてしまうまでになる。
原作では、入学当初部室に迷い込んだことをきっかけに、斗南大学アニメ部に目をつけられる。琴子をモデルとした同部製作のアニメ映画『ラケット戦士コトリン』が学園祭でブレイク、琴子が1991年ミス斗南となるのに貢献。「コトリン」はその後アニメ部の手によってゲーム化され、それに直樹が大幅に手を加え大ヒット。1996年には『ナース戦士コトリン&マナリン』も製作され大ヒット（ラケット戦士コトリンは、アニメ版ではアイキャッチに一瞬だけ登場）。
大学時代のアルバイト先は直樹、松本裕子と同じファミリーレストラン。須藤の紹介によるもので、直樹目当てに働くこととなる。食器運びが得意で、一度に多くの食器を持ち運ぶことができる。
紆余曲折を経て1993年11月（大学3年時）に直樹と結婚し、入江琴子となる。新婚旅行先はハワイ州（ドラマ版では沖縄）。結婚後も以前と変わらず、直樹のことは「入江くん」と呼んでいる。
直樹が医者を目指すことになると、これを手伝うため突如看護師を目指し、一念発起して看護科へ編入。編入試験に一発合格するがやはり成績は芳しくなく、筆記はもちろん実習においても失敗を繰り返す。看護師（当時は看護婦）資格試験には自力で一発合格したが、これは当時神戸に赴任していた直樹の下で働きたかったことが強い動機づけになっていた。
1994年妊娠疑惑が持ち上がり、周りが大騒ぎするも空振りだった。1999年、初めて直樹の口から妊娠疑惑が持ち上がるが、直後に作者が急逝したため「疑惑」のままになってしまった。後に作者が遺した構想ノート内から妊娠のストーリーが確認され、アニメ版では無事に女児・琴美を出産する。
入江 直樹（いりえ なおき）
1972年11月12日生まれ。血液型AB型。身長178cm。
眉目秀麗、頭脳明晰、スポーツ万能だが、冷めた性格で意地悪な言動が玉に瑕。
母・入江紀子が女の子の誕生を熱望していたため、物心がつくまで女の子の格好をさせられ続けた苦い過去を持つ。幼稚園で、実は男であるとばれたときの周囲の反応に深く傷つき、それ以降他人との交流を「うわべだけの付き合い」と割り切るようになった。高校時代も男女交際をする気がなく、琴子以外の女子生徒からの告白も全て素気無く断っている。
IQ200の超天才で、クラス分けでは3年間トップのA組。校内テストはおろか、模試でも全国一。記憶力が抜群に良く、痴漢に刑法の条文を読み上げて煙に巻くなど、法律についても深い知識を持っていることが窺われた。料理もうまく、大学のテニス部合宿において絶賛された。
琴子とは告白されて以降、本音を言ったり、口喧嘩で争うことのできる唯一の相手。入江ママが琴子と自分をくっつけようと画策することを快く思わず、琴子を自分に与えられた試練として捉え、避けてはいるが嫌いではないことを後に琴子へ告白する。他人が琴子の悪口を言ってもサラリと流すが、自分の言動が元で琴子が涙を流したときには要所でフォローする。
大学への進学はT大試験の当日、試験会場までついてきた琴子の急病をきっかけに、エスカレーター式に進学するのもいいと思い断念。斗南大学に進学し、斗南大のA組と呼ばれる理工学部に入学。
大学でのクラブはテニス部。須藤先輩にはめられ琴子とダブルスを組むことになったときは、パートナーの琴子に猛特訓をした。
大学2年目に家を出てアパート暮らしとなる。アルバイト先はファミリーレストラン、夏はコテージ、加えて松本綾子の家庭教師をする。
大学3年時に医師を志し、琴子以外には内緒で医学部への編入を決意。その矢先に父が倒れ、傾きかけた父の会社「パンダイ」に入社し、まもなく休学届を提出。さらに経営再建のため政略結婚の要請を受諾。しかし琴子が金之助にプロポーズされた事を知って自分の気持ちをごまかしきれなくなり、琴子と結婚することを宣言、婚約を解消する。結婚は大学卒業後にと考えていたが、母の策略により11月21日に琴子と結婚式を挙げる。新婚旅行から帰国後、アニメ部と『ラケット戦士コトリン』を開発。このゲームのヒットにより経営を立て直し、大学に復学するとともに、琴子と入籍。
大学6年に、1996年の初代ミスター斗南（大学）に選ばれる。
卒業後は、小児外科を専門的に勉強するため神戸医大病院に勤務。翌年、斗南大病院に戻る。

### 入江家・相原家・親戚
入江 裕樹（いりえ ゆうき）
1983年6月6日生まれ。直樹の9歳下の弟。血液型はAB型。直樹が「天性の天才」なのに対し、彼は「努力型の天才」である。琴子を馬鹿にしては面白がっており、夏休みの自由研究に「琴子の観察日記」をつけるなど不気味な一面も見せた。日記の絵の評価は琴子に言わせると下手な部類。そのため、クリスマスに琴子に絵の本をプレゼントされる。
兄の直樹を心の底から慕っており、外見・性格ともに兄に似ているが、彼とは違い、クールに徹しきれないところがある。また、兄への独占欲が強いが、琴子やノンちゃんに対しては譲る素直さもある。直樹の気持ちが琴子に向いていることに最初に気付いた。
将来の夢は、直樹と共に父の会社「パンダイ」で働くことで、小学生のころからおもちゃのアイディアを描いている。直樹が医者を志してからは、自分が父の跡を継ぐと宣言する。
基本的に年上の女性に弱いが、結局、同級生の佐川好美と友だちとしての交際を経て高校1年生の時から付き合いだす。
入江 紀子（いりえ のりこ）
佐賀県太良町出身。旧姓：一色。血液型はA型。
直樹・裕樹の母。通称：入江ママ。元々は女の子が欲しかったため、同居することになった琴子を大歓迎して実の娘のように扱い、直樹との恋を心の底から応援している。
琴子が入江家に来てからの趣味は、もっぱら琴子と直樹の写真、ビデオ撮影。両者が2人きりになるよう画策することもある。物語の途中で、とある事情から琴子が父・重雄と共に入江家を去った時は、琴子のいない生活が耐えきれず、家事放棄状態に陥った。後に、琴子と直樹のキスを口実に入江家の増築を強行。2人の結婚を想定した間取りを計画するなどの策略を巡らし実行する。
夫の会社、パンダイは直樹がだめでも裕樹に継いでもらえばいいと思っている。
入江 重樹（いりえ しげき）
佐賀県出身。血液型はO型。
1937年6月9日生まれ。直樹・裕樹の父。通称：入江パパ。おもちゃ会社「パンダイ」の社長。
穏やかで家族にも相原父娘にも優しいが、直樹が医学部に転部した時は跡を継いでほしかった分珍しく激怒。肥満や会社での心労も重なり心臓発作を起こした。その後、直樹の夢を理解し、応援する。
琴子の父・重雄とは中学時代の親友で、重雄からは「イリちゃん」と呼ばれる。
入江 琴美（いりえ ことみ）
原作では作者急逝のため未登場。構想ノートに則り製作されたアニメ版で、琴子と直樹の一人娘として誕生。外見は琴子の幼い頃にそっくりだが、性格は直樹寄り。
相原 重雄（あいはら しげお）
佐賀県出身。琴子の父。通称：相原パパ。料理屋「ふぐ吉」の大将。妻・悦子に先立たれ、男手一つで琴子を育てた。
「ふぐ吉」では池沢金之助のほか数人の従業員を雇っており、店そのものはなかなか繁盛している模様。
自宅倒壊後は琴子と共に入江家に居候することとなる。途中中断がありながらも家の再建を完了し、琴子と2人の生活に戻るが、卒業式当日の琴子と直樹のキスが入江ママの知るところとなり、強引な策略によって家を売却。再び入江家で同居することとなる。
重樹とは中学時代の親友で、重樹からは「アイちゃん」と呼ばれる。
相原 悦子（あいはら えつこ）
琴子の母。故人。琴子が小学1年生の頃に病死。
秋田県出身。旧姓：不明。作中では、実家の表札が『野々崎』となっている。幼少時から成績は後ろから数えたほうが早く、運動神経も落ち着きもなかった。中学生の時には好きな男を待ち伏せして凍死しそうになるなど、外見も性格も琴子に瓜二つ。また、元「ミス秋田小町」だと言っていたが、実際は「ミスとんぶり」だった。
チビ
入江家の愛犬。裕樹がもらってきたセント・バーナードの子犬。オス。のんきな性格。最初、犬嫌いの琴子は大きくならないと聞かされていたが、大きくなることを知り驚くこととなる（チビの名前も大きくならないと聞いた紀子の意見から）。琴子の犬嫌いを克服するパートナーとなり、次第に大の仲良しになる。成犬後は近所にドーベルマンの奥さんと子供（ドーベルマンとセント・バーナードの外観のものが半々）がいる。
アニメでは直樹のアルバイト先のペンションの番犬として登場する。
入江 理加（いりえ りか）
直樹のいとこ。アメリカで5年間暮らしていた帰国子女。美人で成績優秀。直樹のファーストキスの相手。
一色家（いっしきけ）
入江紀子の実家。佐賀県太良町に居を構える。祖父をはじめ、直樹の叔父・叔母・従兄弟・祖先の肖像画まで同じ顔をしている。
10代前の菊之助は現代でも子孫を見守っていて、琴子と琴美のみ菊之助の姿が見えており、琴子には何かと手助けをする。

### 高校・大学関係
池沢 金之助（いけざわ きんのすけ）
1972年12月29日生まれ。斗南高校で3年間とも琴子と同じF組で、助夫（すけお）・格次郎（かくじろう）という子分を従える。通称：金ちゃん。
大阪天王寺出身で、いつも大阪弁で話す。性格は直情型で情にもろい。
高校入学時から琴子に心底惚れており、ことあるごとにアピールはしているが、琴子からは友達としか見られていない。直樹を一方的にライバル視している。
高校3年2学期末試験の際、直樹を嫌いF組でただ一人、直樹に試験勉強を教わらなかった。このためF組で唯一大学進学を断念、琴子の婿養子になるため琴子の父・重雄に弟子入りし料理人を目指す。昼は斗南大学の学食、夜は「ふぐ吉」、夏は直樹の働くコテージ近くのレストランで働く。
直樹が政略結婚を決意して傷心状態の琴子にプロポーズするも振られる。琴子の結婚後は良き相談相手となり、直樹にも琴子が他の男と一緒にいるときに感じる原因不明の感情が「嫉妬」であることを教えた。
クリスに一目惚れされ、当初は相手にしていなかったが、一途な想いにいつしか惹かれていく。後にイギリスで結婚。
大阪でたこ焼き屋を営む、顔がそっくりの両親がいる。
モデルは俳優の我王銀次。
高宮 理美（たかみや（旧姓：石川）（いしかわ）さとみ）
琴子の親友。斗南高校時代は3年間F組。斗南大学文学部日本文学科。色気があるわりになかなか彼氏ができなかったが、大学入学後金持ちの彼（高宮良）ができる。大学4年5回生の時に妊娠が発覚し、大学卒業後結婚。女児を出産する。
作者によると、モデルは「池沢理美」。
小森 じん子（こもり じんこ）
琴子の親友でやや小太り。斗南高校時代は3年間F組。斗南大学文学部日本文学科。大学ではスキーサークルに入り、男を物色。ロックンローラーの彼（ナラサキ淳平）ができる。就職が決まっていたが、卒業論文を弟の作文と出し間違えて留年する。
原作では未婚だったが、アニメ版では一児の母。
作者によると、モデルは「小林じんこ」。
渡辺（わたなべ）
斗南高校時代の直樹の友人。W大法学部に合格し、弁護士を目指す。琴子が家出した際には偶然会い、アドバイスをしたこともある。
松本 裕子（まつもと ゆうこ）
斗南大学理工学部での直樹の同級生。松本綾子の1つ上の姉。スタイルが良く美人で秀才。その上、テニスの腕前は高校時代、関東大会で準優勝するほど。
大学でのクラブはテニス部。アルバイト先は、お目当ての直樹と同じファミレス。須藤先輩に熱烈なアプローチをかけられているが、全く相手にしていない。
直樹に好意があり、猛烈にアタックするも、直樹からはさらりと受け流されるか旦に相づちを打つだけの存在。ただし、琴子が見ている前では直樹の琴子への意地悪のため、好意を受け取ってもらえる存在。高飛車な性格のため、入江ママからは煙たがられている。
大学卒業後、コンピュータ関係の企業に就職。
愛犬はアフガン・ハウンドのクラリス。
入江裕樹によると、「けばい姉妹」（姉）。
松本 綾子（まつもと あやこ）
松本裕子の1つ下の妹。高校3年時、直樹に家庭教師をしてもらっていた。斗南大学法学部に入学。テニスの腕前は姉以上。直樹を好きだったが、中川武人と付き合うことに。1992年ミス斗南。
入江裕樹曰く、「けばい姉妹」（妹）。
須藤先輩（すどうせんぱい）
大学のテニス部。ラケットを持つと性格が豹変する。松本裕子に心底惚れている。
琴子が大学1年の時、裕子と直樹とのデートを尾行するが、直樹自身にはバレバレだった。しかし作者によると、この2人の行動から直樹は琴子を意識しだしたらしい。
直樹のアルバイト先は須藤の紹介によるもの。「入江情報」と称し、琴子にステーキをおごらせるなどの策略を持つが、実際は松本裕子目当ての策略でもあり、直樹、琴子は当て馬とされている。
大学卒業後は車のセールスマンとして就職するが、何かと理由をつけては大学や松本裕子の前に姿を現す。
愛犬は綱吉。
中川 武人（なかがわ たけと）
松本綾子の彼氏。大学入学当初、琴子に惚れて熱烈なアタックをし、池沢金之助と対立する。綾子とは憎まれ口を叩き合っていたが、試合会場に自転車で送り届けたのを機に、付き合うようになった模様。斗南大学法学部。
菅原（すがわら）
斗南高校時代の琴子が在籍していたときのF組担当教師。
クリスティーヌ・ロビンス
通称：クリス。運命の出会いを求めてイギリスから留学してきた。
親が決めた直樹そっくりの婚約者、アルバートがいたが、池沢金之助に一目惚れし、婚約を解消。留学期間が終わり、一時イギリスに帰国するも、金之助のために再度来日。斗南大学の学食と「ふぐ吉」で金之助と共に働く。後に思いを遂げ、金之助と結婚し3児の母となる。
ハンサム音痴であり、直樹やアルバートのことは美男子に見えておらず、琴子のことを「男の趣味が悪い」と言い切る。金之助の影響か、怪しげな関西弁風の日本語を話す。1996年ミス斗南。テレビアニメでは直樹の政略結婚の相手大泉沙穂子が登場せず、代わりにクリスが相手となっている。

#### 看護科
小倉 智子（おぐら ともこ）
琴子の看護科のクラスメイトで同じ班。清楚で天使のような外見とは裏腹に「注射」「メス」「血まみれの内臓」が大好き。
品川 真里奈（しながわ まりな）
琴子の看護科のクラスメイトで同じ班。派手好きなギャル風で、医者の彼をゲットしたくて看護科に入学。船津誠一に惚れられている。
鴨狩 啓太（かもがり けいた）
琴子の看護科のクラスメイトで同じ班。日本一の看護師になろうと命を懸ける、ロングヘアの熱血青年。ドラマでは、ショートヘア。
琴子に惹かれ告白も行い、また妻である琴子へ冷めた言動をとり続ける直樹を敵視するが、琴子と直樹のお互いの想いの強さを知り身を引く。結果的に、直樹自身が琴子への依存と愛情をはっきりと自覚するきっかけとなる。
桔梗 幹（ききょう もとき）
琴子の看護科のクラスメイトで同じ班。白衣とナースキャップを身に付けることに憧れて看護科に入ったが、実は男（トランス女性）。入江直樹ファンクラブ会長。

#### 医学部
船津 誠一（ふなつ せいいち）
医学部の学生。成績優秀で、直樹のことを一方的にライバルとして捉えている。死に物狂いで勉強するが、直樹にはどうしても勝てず、いつも2位。品川真里奈に惚れている。いつからか、いつも知らない間に琴子のそばにいて真里奈を見ている。

### その他
ノンちゃん
本名：木村ノブヒロ。幼少時から腎臓疾患で入退院を繰り返す。小学生時代に入江裕樹が腸閉塞で入院したとき同室だったことがキッカケで、琴子や入江家の面々と顔見知りになり、直樹からは入院中に勉強を教わる。その後モデルとして活躍するもやはり通院・入退院を繰り返す。病気が元で両親が不仲になり離婚、相次ぐ入退院で友達も出来ず、人間不信になり自堕落な生活を送っていた。直樹が執刀した手術後は病気を克服。元の明るさを取り戻した模様。
佐川 好美（さがわ このみ）
琴子が斗南中学へ教育実習をした時に担当したクラスの生徒。入江裕樹のことが好きで、条件として出された「中間試験100位以内」を、琴子と直樹の助力を得て見事に果たし（97位）、裕樹と友達として付き合いだす。斗南高校への進学を願っていたが、試験日のハプニングで断念。他校へ進学するが裕樹に認められ、恋人として付き合うようになる。
アニメ版では1カットのみ登場。
ナラサキ 淳平（ナラサキ じゅんぺい）
小森じん子の彼氏。ロックンローラーでインディーズからCDデビュー。ぼさぼさ頭とサングラスが特徴。モデルはCOALTAR OF THE DEEPERSのNARASAKI。
高宮 良（たかみや りょう）
石川理美の彼氏で、金持ちの息子。その後、1996年4月に理美とできちゃった結婚をする。
アルバート
クリスの婚約者。クリスを連れ戻すために日本にやって来た。雰囲気が直樹にとても似ている。
マリー・ロビンス
クリスの母。貴族の娘で元ハリウッド女優。金之助を一目見て「完璧ニセクシーナイイ男」と言い切る。押しが強いのか金之助を認めるや否や2人と金之助の両親を連れ、イギリスで結婚式を行わせる。
クリスの父
クリスの父。ロビンス家の入り婿。あまりにふくよかな体型のため、金之助に「着ぐるみ」と間違われる。糖尿病である。金之助と同居し、現在食事療養中。

## 書誌情報
いずれも未完。

### 単行本
- 多田かおる 『イタズラなKiss』 集英社〈マーガレットコミックス〉、全23巻
  1. 1991年1月30日第1刷発行、ISBN 4-08-849727-9
  2. 1991年4月1日第1刷発行、ISBN 4-08-849755-4
  3. 1991年8月28日第1刷発行、ISBN 4-08-849793-7
  4. 1991年12月21日第1刷発行、ISBN 4-08-849832-1
  5. 1992年4月29日第1刷発行、ISBN 4-08-849872-0
  6. 1992年8月30日第1刷発行、ISBN 4-08-848013-9
  7. 1992年2月22日第1刷発行、ISBN 4-08-848050-3
  8. 1993年4月27日第1刷発行、ISBN 4-08-848088-0
  9. 1993年8月30日第1刷発行、ISBN 4-08-848129-1
  10. 1993年12月22日第1刷発行、ISBN 4-08-848169-0
  11. 1994年7月30日第1刷発行、ISBN 4-08-848238-7
  12. 1994年11月30日第1刷発行、ISBN 4-08-848278-6
  13. 1995年4月30日第1刷発行、ISBN 4-08-848336-7
  14. 1995年10月30日第1刷発行、ISBN 4-08-848415-0
  15. 1996年2月28日第1刷発行、ISBN 4-08-848468-1
  16. 1996年5月29日第1刷発行、ISBN 4-08-848506-8
  17. 1996年9月30日第1刷発行、ISBN 4-08-848554-8
  18. 1997年3月2日第1刷発行、ISBN 4-08-848616-1
  19. 1997年7月30日第1刷発行、ISBN 4-08-848682-X
  20. 1998年3月30日第1刷発行、ISBN 4-08-848784-2
  21. 1998年7月29日第1刷発行、ISBN 4-08-848836-9
  22. 1998年12月2日第1刷発行、ISBN 4-08-847002-8
  23. 1999年5月30日第1刷発行、ISBN 4-08-847067-2

### 文庫版
- 多田かおる 『イタズラなKiss』 集英社〈集英社文庫 コミック版〉、全14巻
  1. 2004年1月16日発売[10]、ISBN 4-08-618141-X
  2. 2004年1月16日発売[11]、ISBN 4-08-618142-8
  3. 2004年3月18日発売[12]、ISBN 4-08-618143-6
  4. 2004年3月18日発売[13]、ISBN 4-08-618144-4
  5. 2004年5月18日発売[14]、ISBN 4-08-618145-2
  6. 2004年5月18日発売[15]、ISBN 4-08-618146-0
  7. 2004年7月16日発売[16]、ISBN 4-08-618147-9
  8. 2004年7月16日発売[17]、ISBN 4-08-618148-7
  9. 2004年9月17日発売[18]、ISBN 4-08-618149-5
  10. 2004年9月17日発売[19]、ISBN 4-08-618150-9
  11. 2004年11月18日発売[20]、ISBN 4-08-618151-7
  12. 2004年11月18日発売[21]、ISBN 4-08-618152-5
  13. 2005年1月18日発売[22]、ISBN 4-08-618153-3
  14. 2005年1月18日発売[23]、ISBN 4-08-618154-1

### その他
- 集英社ガールズリミックス『イタズラなKiss』全6巻
- イタズラなKiss ― 多田かおるイラスト集 SGコミックススペシャル
- フェアベルコミックス『イタズラなKiss』全12巻
- コバルト文庫『イタズラなKiss』全2巻（著 - 原田紀）

## 日本版テレビドラマ

### イタズラなKiss
1996年にテレビ朝日系列の月曜ドラマ・イン枠でテレビドラマ化。柏原崇と佐藤藍子のW主演。平均視聴率10.1%。
琴子役に抜擢された佐藤藍子の髪形は当時ショートヘアで、原作の琴子のロングヘアとは大きく異なっていた。
連載中の映像化及び20世紀における映像化はこれのみである。

#### キャスト
- 入江直樹 - 柏原崇
- 相原琴子 - 佐藤藍子
- 松本麗子 - 小沢真珠
- 中村金之助 - 青木伸輔
- 小森じん子 - 上原さくら
- 林理美 - 宮内知美
- 渡辺純一 - 井澤健
- 入江裕樹 - 明石亮太朗
- 和泉聖子 - 星遙子
- 菅原寛 - 遠山俊也
- 入江柾 - 徳井優
- 教頭 - 綾田俊樹
- 沢木亜希 - 高岡由香
- 矢田その子 - 仲間由紀恵
- 武田リキ - 中村泰久
- 山口マサ - 高橋伸顕
- 入江真知子 - 浅田美代子
- 相原重雄 - 内藤剛志

3年F組
| - 岡元夕紀子 - 植松香 - 釼持奈央 - 小嶋亜美 - 高橋里香 - 只木絵美（第1話 - 第5話）、中村妃佐子（第6話 - 最終話） - 永松恵子 - 古屋かおり - 星野亜希 - 松本美香 - 三崎千香 - 安川知里 | - 加藤衛 - 川口直一 - 木村涼二 - 越川剛 - 佐藤滋 - 佐藤幹雄 - 高田明周 - 長嶋賢 - 並木大輔 - 二瓶寛弘 - 三浦竜樹 - 三川秀美 |

##### ゲスト
第2話
- 関口信彦

第3話
- 警官 - 斉藤暁
- 加瀬尊朗
- 上山有香

第4話
- 事務職員 - 安生洋二

第5話
- 医師 - 柴田林太郎
- 小学校教師 - 安田博美

第7話
- 店員 - 道又隆成

第8話
- 面接官 - 浦野眞彦
- 加藤祐子

最終話
- マッチョマン - 池田史比呂

#### スタッフ
- 原作 - 多田かおる（集英社 別冊マーガレット連載）
- 脚本 - 楠本ひろみ、森治美
- 演出 - 森田光則、根本実樹、池添博
- 音楽 - 中村幸代
- 主題歌 - SPEED「STEADY」（TOY'S FACTORY）
- 技術協力 - 東通
- 美術協力 - KHKアート
- スタジオ - 砧スタジオ
- プロデューサー - 森田光則、佐藤涼一、内山聖子
- 制作 - 木下プロダクション

#### 放送日程
| 話数   | 放送日         | サブタイトル           | 脚本       | 演出     |
| ------ | -------------- | ---------------------- | ---------- | -------- |
| Vol. 1 | 1996年10月14日 | 運命の激突キス!        | 楠本ひろみ | 森田光則 |
| Vol. 2 | 10月28日       | 恋と涙の最終ランナー   | 楠本ひろみ | 森田光則 |
| Vol. 3 | 11月04日       | 初めて二人きりの夜に…  | 森治美     | 根本実樹 |
| Vol. 4 | 11月11日       | 感じないKiss           | 楠本ひろみ | 池添博   |
| Vol. 5 | 11月18日       | 氷と炎のKiss           | 楠本ひろみ | 根本実樹 |
| Vol. 6 | 11月25日       | もう離れたくない       | 森治美     | 池添博   |
| Vol. 7 | 12月02日       | 運命のクリスマス・イブ | 楠本ひろみ | 森田光則 |
| Vol. 8 | 12月09日       | 私を東大に連れてって   | 森治美     | 池添博   |
| 最終回 | 12月16日       | さよならKiss           | 楠本ひろみ | 森田光則 |

#### ネット局
| 放送対象地域  | 放送局           | 系列           | 放送形態   | 放送時間帯         | 備考                                                                                   |
| ------------- | ---------------- | -------------- | ---------- | ------------------ | -------------------------------------------------------------------------------------- |
| 関東広域圏    | テレビ朝日       | テレビ朝日系列 | 同時ネット | 月曜 20:00 -20:54  | 制作局                                                                                 |
| 北海道        | 北海道テレビ     | テレビ朝日系列 | 同時ネット | 月曜 20:00 -20:54  |                                                                                        |
| 青森県        | 青森朝日放送     | テレビ朝日系列 | 同時ネット | 月曜 20:00 -20:54  |                                                                                        |
| 岩手県        | 岩手朝日テレビ   | テレビ朝日系列 | 同時ネット | 月曜 20:00 -20:54  | 開局と同時に「月曜ドラマ・イン」のネットを開始。 本作が初放送となった。ANN系列最終局。 |
| 宮城県        | 東日本放送       | テレビ朝日系列 | 同時ネット | 月曜 20:00 -20:54  |                                                                                        |
| 秋田県        | 秋田朝日放送     | テレビ朝日系列 | 同時ネット | 月曜 20:00 -20:54  |                                                                                        |
| 山形県        | 山形テレビ       | テレビ朝日系列 | 同時ネット | 月曜 20:00 -20:54  |                                                                                        |
| 福島県        | 福島放送         | テレビ朝日系列 | 同時ネット | 月曜 20:00 -20:54  |                                                                                        |
| 新潟県        | 新潟テレビ21     | テレビ朝日系列 | 同時ネット | 月曜 20:00 -20:54  |                                                                                        |
| 長野県        | 長野朝日放送     | テレビ朝日系列 | 同時ネット | 月曜 20:00 -20:54  |                                                                                        |
| 静岡県        | 静岡朝日テレビ   | テレビ朝日系列 | 同時ネット | 月曜 20:00 -20:54  |                                                                                        |
| 石川県        | 北陸朝日放送     | テレビ朝日系列 | 同時ネット | 月曜 20:00 -20:54  |                                                                                        |
| 中京広域圏    | 名古屋テレビ     | テレビ朝日系列 | 同時ネット | 月曜 20:00 -20:54  |                                                                                        |
| 近畿広域圏    | 朝日放送         | テレビ朝日系列 | 同時ネット | 月曜 20:00 -20:54  | 現・朝日放送テレビ                                                                     |
| 広島県        | 広島ホームテレビ | テレビ朝日系列 | 同時ネット | 月曜 20:00 -20:54  |                                                                                        |
| 山口県        | 山口朝日放送     | テレビ朝日系列 | 同時ネット | 月曜 20:00 -20:54  |                                                                                        |
| 香川県 岡山県 | 瀬戸内海放送     | テレビ朝日系列 | 同時ネット | 月曜 20:00 -20:54  |                                                                                        |
| 愛媛県        | 愛媛朝日テレビ   | テレビ朝日系列 | 同時ネット | 月曜 20:00 -20:54  |                                                                                        |
| 高知県        | テレビ高知       | TBS系列        | 遅れネット | 土曜 19:00 - 19:54 | 本作より5日遅れで「月曜ドラマ・イン」のネットを開始。                                  |
| 福岡県        | 九州朝日放送     | テレビ朝日系列 | 同時ネット | 月曜 20:00 - 20:54 |                                                                                        |
| 長崎県        | 長崎文化放送     | テレビ朝日系列 | 同時ネット | 月曜 20:00 - 20:54 |                                                                                        |
| 熊本県        | 熊本朝日放送     | テレビ朝日系列 | 同時ネット | 月曜 20:00 - 20:54 |                                                                                        |
| 大分県        | 大分朝日放送     | テレビ朝日系列 | 同時ネット | 月曜 20:00 - 20:54 |                                                                                        |
| 鹿児島県      | 鹿児島放送       | テレビ朝日系列 | 同時ネット | 月曜 20:00 - 20:54 |                                                                                        |
| 沖縄県        | 琉球朝日放送     | テレビ朝日系列 | 同時ネット | 月曜 20:00 - 20:54 |                                                                                        |

### イタズラなKiss〜Love in TOKYO
『イタズラなKiss〜Love in TOKYO』（いたずらなキス ラブ イン トウキョウ）は、2013年3月30日から7月20日までCS放送・フジテレビTWOで毎週土曜日（金曜深夜）0:00 - 1:00（JST）に放送されていた日本のテレビドラマ。未来穂香と古川雄輝のW主演。
フジテレビTWOでの放送後、2013年9月9日よりBSフジで月曜日 - 金曜日 8:30 - 9:28（JST）に放送された。2013年には、中国、台湾などでも放送された。さらに、2014年4月21日から5月26日までには、フィリピンの地上波ローカル局でも放送された。
2014年より、フジテレビにて続編『イタズラなKiss2〜Love in TOKYO』が放送された。

#### 放送（TOKYO）
2013年5月3日はGW特別編成のため休止。

#### キャスト（TOKYO）
- 相原 琴子 - 未来穂香
- 入江 直樹 - 古川雄輝
- 池沢 金之助 - 山田裕貴
- 小森 じんこ - 藤本七海
- 石川 理美 - 山谷花純
- 小田原 - 田中聡元
- 入江 裕樹 - 相澤侑我 (第2シリーズの12話まで) 宮城孔明 (第2シリーズの13話から出演)
- 相原 重雄 - 田中要次
- 入江 重樹 - 芋洗坂係長
- 入江 紀子 - 西村知美

##### 高校時代（TOKYO）
- 銀太郎 - 柴崎佳佑
- 銅蔵 - 飯田隆裕
- 渋川教諭 - 大佐藤崇
- 富田教諭 - 辰巳蒼生
- 渡辺 - 河相沙羅

##### 大学時代（TOKYO）
- 松本 裕子 - 森カンナ
- 須藤先輩 - 加治将樹
- 松本 綾子 - 彩夢
- 高宮 良 - 白又敦
- 奈良崎 ノブ - 宮崎秋人
- 中川 武人 - 内海啓貴
- 大泉 沙穂子 - 高田里穂

##### その他（TOKYO）
- 声の出演 - Tama（第1話）
- 入江 藍子（看護師） - 佐藤藍子（特別出演 / 第10話）[24][25]
- 大村医師 - 今里真（第12話 - 第13話）
- 大泉会長 - 堀内正美（第13話 - 16話）
- 金森取締役 - 飯田基祐（第13話 - 第14話・第16話）
- 横山秘書 - 佐伯新（第13話・第16話）
- 医師 - 柏原崇（特別出演 / 第15話）[26]
- カフェ店長 - 堤隆博（第9話）

#### スタッフ（TOKYO）
- 原作 - 多田かおる『イタズラなKiss』（集英社）
- 脚本 - 三浦有為子
- 音楽 - 戸田色音
- 監督 - 永田琴、阿部雅和、川野浩司
- 主題歌 - Sabão「アップデート」
- エンディング - Sabão「たからもの」
- 劇中歌 - 池沢金之助「好っきゃねん琴子!」（第5話）
- 助監督 - 戸塚寛人
- スクリプター - 黒河内美佳
- 音楽プロデュース - 西川茂（ミナトプロダクション）
- タイトル・CG - 本田貴雄
- フードスタイリスト - 住川啓子
- テニス指導 - 宮津康行
- スタントコーディネーター - 髙橋伸稔
- 医療指導 - 佐々木理恵
- ロケ協力 - コーヒー専門店 MAX、拓殖大学、八九十会高尾病院、根岸病院
- プロデュース - 森谷雄
- プロデューサー - 岡本真由子（フジテレビジョン）、小野誠一（エスピーオー）、日下聡（博報堂DYメディアパートナーズ）
- アソシエイトプロデューサー - 根本裕美（エスピーオー）、矢吹英理香（フジテレビジョン）
- ラインプロデューサー - 中村和樹
- アシスタントプロデューサー - 岩城一平
- プロデュース補 - 森本友里恵
- 企画 - 櫻井由紀（エスピーオー）
- 監修 - 西川茂
- 原作企画 - 溝口稔
- 編成企画 - 羽鳥健一（フジテレビジョン）
- 製作 - 香月淑晴（エスピーオー）、西渕憲司（フジテレビジョン）、村田嘉邦（博報堂DYメディアパートナーズ）、森谷雄（アットムービー）
- 制作協力 - NEBULA
- 製作プロダクション - atmovie
- 製作 - 「イタズラなKiss〜Love in TOKYO」製作委員会（エスピーオー、フジテレビジョン、博報堂DYメディアパートナーズ、アットムービー）

#### 放送日程（TOKYO）
| 各話 | 放送日        | サブタイトル                   | 監督     |
| ---- | ------------- | ------------------------------ | -------- |
| #01  | 2013年3月29日 | 恋は流れ星とともに             | 永田琴   |
| #02  | 4月05日       | 恋の入門試験                   | 永田琴   |
| #03  | 4月12日       | モーニングコーヒーは恋の香り!? | 阿部雅和 |
| #04  | 4月19日       | チョコレートは恋のお守り!?     | 阿部雅和 |
| #05  | 4月26日       | ファーストキスは誰の手に!?     | 永田琴   |
| #06  | 5月10日       | ライバル登場!?前途多難な恋     | 阿部雅和 |
| #07  | 5月17日       | 恋のサービスエース             | 永田琴   |
| #08  | 5月24日       | ファーストデートは突然に       | 阿部雅和 |
| #09  | 5月31日       | 恋をあきらめる時               | 川野浩司 |
| #10  | 6月07日       | 雪の夜の告白                   | 永田琴   |
| #11  | 6月14日       | 恋人はサンタクロース           | 川野浩司 |
| #12  | 6月21日       | それぞれの夢の先に……           | 永田琴   |
| #13  | 6月28日       | 運命のイタズラ                 | 川野浩司 |
| #14  | 7月05日       | 恋の別れ道                     | 永田琴   |
| #15  | 7月12日       | さよなら、入江くん             | 永田琴   |
| #16  | 7月19日       | 流れ星の奇跡                   | 永田琴   |

### イタズラなKiss2〜Love in TOKYO
『イタズラなKiss2〜Love in TOKYO』（イタズラなキスツー ラブ イン トウキョウ）は、2014年11月25日から2015年4月7日までフジテレビで毎週火曜（月曜深夜） 2:43 - 3:38（JST）に放送されていた日本のテレビドラマ。『イタズラなKiss〜Love in TOKYO』の続編であり、琴子と直樹の結婚、看護学科への編入後をドラマ化した。連続ドラマ放送に先駆けて、沖縄での新婚旅行を描いた第1話『イタズラなKiss2〜Love In Okinawa』が9月13日（12日深夜） 3:20 - 4:20（JST）に放送された。

#### キャスト（TOKYO2）
前作より引き続き出演のキャストはイタズラなKiss#キャスト（TOKYO）を参照。
- クリスティーヌ・ロビンス - 中井ノエミ
- 鴨狩 啓太 - 堀井新太
- 桔梗 幹 - 鈴木身来
- 小倉 智子 - 伊藤梨沙子
- 品川 真里奈 - 川上ジュリア
- 船津 誠一 - 竹内寿
- 細井小百合 - 平田敦子
- 清水主任 - 折井あゆみ
- 西垣医師 - 君沢ユウキ
- 大蛇森医師 - 中谷竜
- 堀内 麻里（機内で出会ったカップル） - 増田有華（Love In Okinawa、第1話）
- 堀内 巧（機内で出会ったカップル） - 岡部尚（Love In Okinawa、第1話）
- コ・ミナム（A.N.JELL） - ルゥルゥ・チェン（Love In Okinawa、第1話）
- ジェルミ（A.N.JELL） - エヴァン・ヨー（蔡旻佑（中国語版））（Love In Okinawa、第1話）
- カン・シヌ（A.N.JELL） - ジェイコブ（黃仁德（中国語版））（Love In Okinawa、第1話）
- 青木（斗南大学アニメ部部員） - 加藤諒（第2・8話）
- 赤木（斗南大学アニメ部部員） - 吉川遼（ゲオルギー）（第2話・8話）
- 黄村（斗南大学アニメ部部員） - 広永陸（ゲオルギー）（第2話・8話）
- 秋子 - 秋月成美（第8話）
- 吉田 トヨ - 角替和枝（第8話）
- 入江 理加 - 古畑星夏（第9話）
- 佐川 好美 - 小野花梨（第14話 - ）（中学時代：松浦愛弓、第10話・11話）
- 野間口医師 - 今奈良孝行（第12話）
- 椎名 奈美 - 坪内花菜（第12話）
- 椎名 明美 - 河井青葉（第12話）
- 平松教授 - 石田信之（第14話）

#### スタッフ（TOKYO2）
- 原作 - 多田かおる『イタズラなKiss』（集英社別冊マーガレット刊）
- 主題歌 - Cyntia「Kiss Kiss Kiss」
- 脚本 - 新井友香、今奈良孝行、古賀文恵
- 監督 - 小中和哉、松本壇、二宮崇
- 製作 - 香月淑晴、西渕憲司、村田嘉邦、中江康人
- 音楽 - YOSHIZUMI
- 企画 - 櫻井由紀
- プロデューサー - 岡本真由子、小野誠一、日下聡、代情明彦
- アソシエイトプロデューサー - 根本裕美、泊伸弘、伊藤太一
- ロケ協力 - OVCB沖縄フィルムオフィス
- 制作 - AOI Pro
- 制作協力 - スタジオブルー
- 製作 - 「イタズラなKiss2〜Love In Tokyo」製作委員会（エスピーオー、フジテレビジョン、博報堂DYメディアパートナーズ、AOI Pro）

#### 放送日程（TOKYO2）
| 各話 | 放送日         | サブタイトル                     |
| ---- | -------------- | -------------------------------- |
| #01  | 2014年11月24日 | 波乱に満ちたハネムーン           |
| #02  | 12月01日       | わたし、まだ相原なんです         |
| #03  | 12月15日       | こんにちは赤ちゃん!?             |
| #04  | 12月22日       | うきうきファーストデート         |
| #05  | 12月29日       | キョーレツ!?白衣の仲間たち       |
| #06  | 2015年01月05日 | 天才を悩ませる病                 |
| #07  | 01月12日       | 誓いのナースキャップ             |
| #08  | 01月19日       | トヨばあちゃんがライバル         |
| #09  | 01月26日       | キューティーな小悪魔がやってきた |
| #10  | 02月02日       | 「直樹さん、琴子をよろしくね」   |
| #11  | 02月16日       | お別れのKiss                     |
| #12  | 02月23日       | そしてLove in KOBE               |
| #13  | 03月16日       | 花も嵐も踏み越えて               |
| #14  | 03月23日       | 愛してファイト                   |
| #15  | 03月30日       | 涙のプロポーズ                   |
| #16  | 04月06日       | 最高のバースデープレゼント       |

| テレビ朝日系 月曜ドラマ・イン                | テレビ朝日系 月曜ドラマ・イン                                    | テレビ朝日系 月曜ドラマ・イン                     |
| 前番組                                       | 番組名                                                           | 次番組                                            |
| -------------------------------------------- | ---------------------------------------------------------------- | ------------------------------------------------- |
| 闇のパープル・アイ （1996年7月1日 - 9月9日） | イタズラなKiss （1996年10月14日 - 12月16日）                     | 名探偵保健室のオバさん （1997年1月6日 - 3月10日） |
| フジテレビ 月曜日27:03 - 27:58枠             |                                                                  |                                                   |
| 不明                                         | イタズラなKiss2〜Love in TOKYO （2014年11月24日 - 2015年4月6日） | -                                                 |

## 台湾版テレビドラマ

### イタズラなKiss 〜惡作劇之吻〜
『惡作劇之吻』（イタズラなKiss）のタイトルで2005年9月から2006年2月にかけて台湾ドラマが放送された（八大電視台製作、八大電視台と中国電視公司にて放送）。タイトルや役名は異なるが、エピソードは原作に概ね忠実で、原作の前半部分を描く。2005年の台湾視聴率No.1ドラマ。
日本国内では『イタズラなKiss 〜惡作劇之吻〜』の邦題でBS-i（現・BS-TBS）にて2006年10月5日 - 2007年4月26日（毎週木曜 23時00分 - 23時54分）に初放送。その後もTOKYO MX・チバテレビ・サンテレビなどで地上波放送されている。

#### キャスト（台湾版）

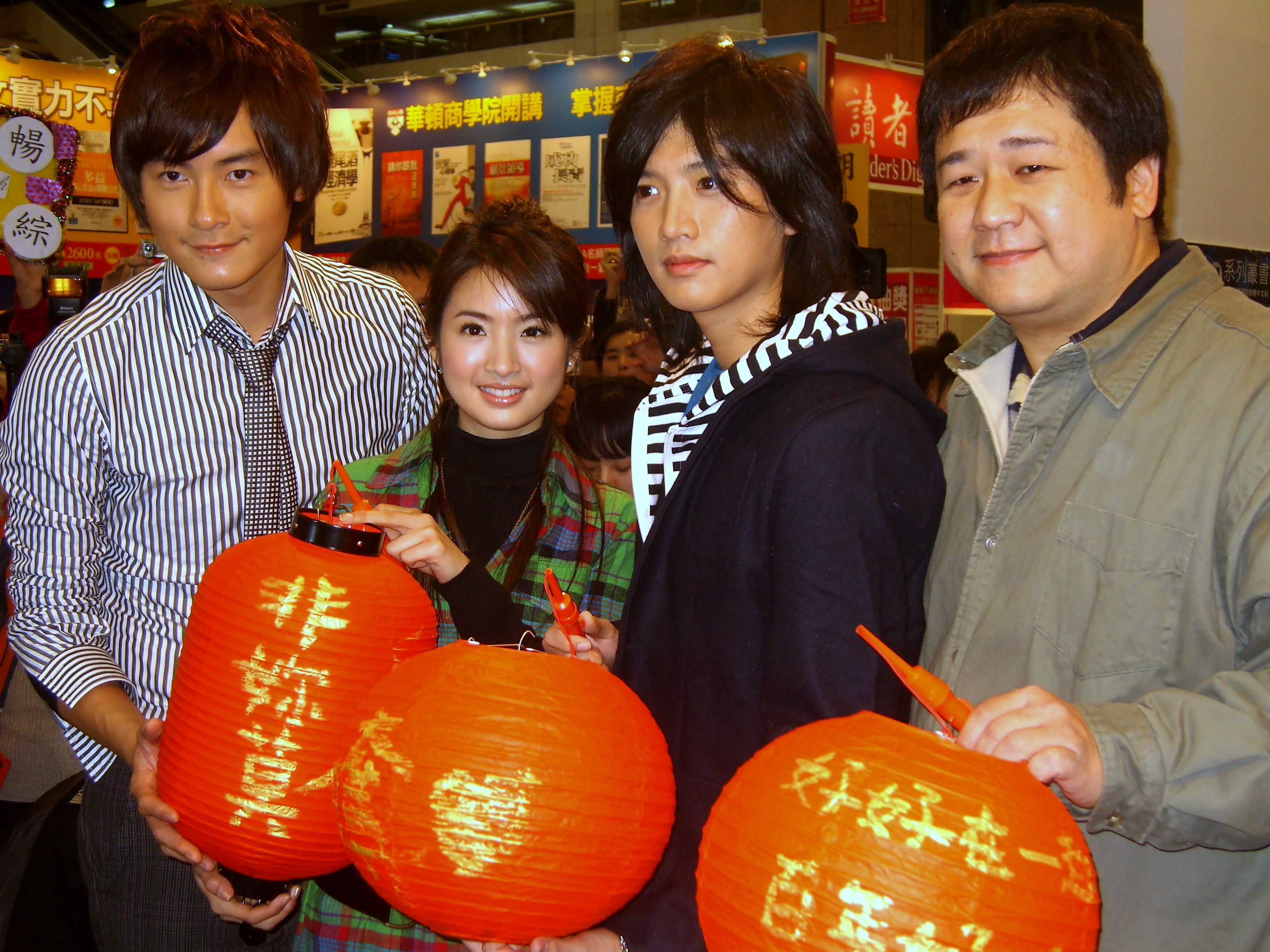
左から鄭元暢、林依晨、曾少宗

| 日本版役名 | 台湾版役名                     | 俳優名                                | 担当声優名 |
| ---------- | ------------------------------ | ------------------------------------- | ---------- |
| 相原琴子   | 袁湘琴（ユァン・シャンチン）   | 林依晨（アリエル・リン）              | 水樹奈々   |
| 入江直樹   | 江直樹（ジャン・ジーシュー）   | 鄭元暢（ジョセフ・チェン）            | 平川大輔   |
| 池沢金之助 | 金元豐（チン・ユェンフェン）   | 汪東城（ワン・ドンチェン） （飛輪海） | 阪口周平   |
| 相原重雄   | 阿財（アーツァイ）             | 唐従聖（タン・ツォンシェン）          | 中村悠一   |
| 入江裕樹   | 江裕樹（ジャン・ユーシュー）   | 章柏翰（ジャン・ボーハン）            | 小平有希   |
| 入江重樹   | 阿利（アーリー）               | 張永正（チャン・ヨンジェン）          | 巻島康一   |
| 入江紀子   | 阿利嫂                         | 趙詠華（シンディー・チャオ）          | 伊藤美紀   |
| 松本裕子   | 裴子瑜（ペイ・ツーユー）       | 許瑋甯（ティファニー・シュー）        | 恒松あゆみ |
| 須藤先輩   | 王皓謙（ワン・ハオチャン）     | 王威登（ジェイソン・ワン）            |            |
| 大泉       | 大泉（ターチュアン）           | 乾徳門（チェン・ダーメン）            |            |
| 中川武人   | 張武仁（チャン・ウーレン）     | 李紹祥（リー・シャオシャン）          |            |
| 渡辺       | 杜建中（ドゥー・チャンツォン） | 頼智偉（ライ・ジーウェイ）            |            |
| 高宮良     | 阿布（アーブー）               | 炎亞綸（アーロン） （飛輪海）         | 立花慎之介 |
| 菅原       | 楊大信（ヤン・ダーシン）       | 紅膠嚢（ホン・ジャオナン）            |            |
|            |                                | 呉文鴻（ウー・ウェンホン）            |            |
|            |                                | 王帝鈞（ワン・ディージュン）          |            |
|            |                                | 陳博正（チェン・ボーチェン）          |            |
| 沙穂子     | 白蕙蘭                         | 白歆惠（ビアンカ・バイ）              |            |
| 男子A      |                                |                                       | 鄭元暢     |

#### エピソードリスト（台湾版）
| 話数   | タイトル         | 放送日         |
| ------ | ---------------- | -------------- |
| 第1話  | 運命のイタズラ   | 2006年10月5日  |
| 第2話  | 天才の弱み       | 2006年10月12日 |
| 第3話  | ただいま同棲中   | 2006年10月19日 |
| 第4話  | エ〜 二人きり!   | 2006年10月26日 |
| 第5話  | 悩める天才       | 2006年11月2日  |
| 第6話  | クールな大先生   | 2006年11月9日  |
| 第7話  | 忘れてやる!!     | 2006年11月16日 |
| 第8話  | 健気な疫病神     | 2006年11月23日 |
| 第9話  | ライバルは完璧!  | 2006年11月30日 |
| 第10話 | 世界最強のコンビ | 2006年12月7日  |
| 第11話 | 地獄から天国へ   | 2006年12月14日 |
| 第12話 | 微妙なバランス   | 2006年12月21日 |
| 第13話 | 誠意の証         | 2006年12月28日 |
| 第14話 | 新たな生活       | 2007年1月4日   |
| 第15話 | 負けちゃう!      | 2007年1月11日  |
| 第16話 | 大雨の中         | 2007年1月18日  |
| 第17話 | 驚きの瞬間       | 2007年1月25日  |
| 第18話 | 嵐のような…      | 2007年2月1日   |
| 第19話 | 本当のデート?    | 2007年2月8日   |
| 第20話 | 無茶な体験       | 2007年2月15日  |
| 第21話 | 女のきずな       | 2007年2月22日  |
| 第22話 | 一途な想い       | 2007年3月1日   |
| 第23話 | 予期せぬ行動     | 2007年3月8日   |
| 第24話 | いろんな夢       | 2007年3月15日  |
| 第25話 | ただひとつの救い | 2007年3月22日  |
| 第26話 | 恋愛大作戦       | 2007年3月29日  |
| 第27話 | それぞれの道     | 2007年4月5日   |
| 第28話 | 誤魔化せない     | 2007年4月12日  |
| 第29話 | 前進あるのみ!    | 2007年4月19日  |
| 最終話 | イタズラな…      | 2007年4月26日  |

#### スタッフ（台湾版）
- プロデューサー - 陳芷涵（チェン・ジーハン）、馮家瑞（ジェリー・フォン）、齊錫麟（ザイ・シーリン）、王信貴（ワン・シングイ）
- 監督 - 瞿友寧（チュウ・ヨウニン）
- 脚本 - 齋錫麟（ザイ・シーリン）、鄒湘秦（ゾウ・シャンチン）、徐玉樺（シュー・ユーフア）

#### 主題歌（台湾版）
オープニングテーマ「Say U Love Me」
歌 - Lara（梁心頤）&Jason（王威登）
エンディングテーマ「惡作劇」
歌 - 王藍茵（ワン・ランイン）

### イタズラなKissII 〜惡作劇2吻〜
前作の続編として『惡作劇2吻』（イタズラなKiss2）のタイトルで2007年12月16日から2008年4月27日まで台湾で放送された（八大電視台制作・中視と八大電視台にて放送）。原作の後半部分を、前作と同じく概ね忠実に描く。前作に続き主演を務めた林依晨（アリエル・リン）は、台湾版のエミー賞に相当する第43回電視金鐘奨の主演女優賞を本作で受賞した。
日本国内では『イタズラなKissII 〜惡作劇2吻〜』の邦題でBS-iにて2008年5月2日（毎週金曜 23時00分 - 23時54分）に初放送。その後もTOKYO MX・中京テレビ放送・熊本朝日放送・チバテレビなどで次々と地上波放送されている。

#### キャスト（台湾版）
| 日本版役名 | 台湾版役名                   | 俳優名                                | 担当声優名 |
| ---------- | ---------------------------- | ------------------------------------- | ---------- |
| 相原琴子   | 袁湘琴（ユァン・シャンチン） | 林依晨（アリエル・リン）              | 水樹奈々   |
| 入江直樹   | 江直樹（ジャン・ジーシュー） | 鄭元暢（ジョセフ・チェン）            | 平川大輔   |
| 池沢金之助 | 金元豐（チン・ユェンフェン） | 汪東城（ワン・ドンチェン） （飛輪海） | 阪口周平   |
| 相原重雄   | 阿財（アーツァイ）           | 唐従聖（タン・ツォンシェン）          | 中村悠一   |
| 入江裕樹   | 江裕樹（ジャン・ユーシュー） | 嵩洋（ソン・ヤン）                    |            |
| 入江重樹   | 阿利（アーリー）             | 張永正（チャン・ヨンジェン）          | 巻島康一   |
| 入江紀子   | 阿利嫂                       | 趙詠華（シンディー・チャオ）          | 伊藤美紀   |
| 松本裕子   | 裴子瑜（ペイ・ツーユー）     | 許瑋甯（ティファニー・シュー）        | 恒松あゆみ |
| 須藤先輩   | 王皓謙（ワン・ハオチャン）   | 王威登（ジェイソン・ワン）            |            |
| クリス     | 克莉斯汀・羅賓斯             | 瑞莎（ラリサ）                        | 沢城みゆき |
| 鴨狩啓太   | 楊啓太                       | 曾少宗（フィガロ・ツェン）            | 細谷佳正   |
| 桔梗幹     | 歐陽幹                       | 唐禹哲（タン・ユージャ）              |            |
| 小倉智子   | 羅智儀                       | 五熊（ウーション）                    |            |
| 品川真里奈 | 章妮娜                       | 江佩珍（ジャン・ペイジェン）          |            |
| 船津誠一   | 周傳津                       | 修杰楷（シュウ・ジエカイ）            |            |
| 佐川好美   | 林好美                       | 孟耿如（モン・ガンルー）              |            |

#### エピソードリスト（台湾版）
| 話数   | タイトル               | 放送日         |
| ------ | ---------------------- | -------------- |
| 第1話  | 甘くなれない新婚旅行   | 2007年12月16日 |
| 第2話  | 思いが一つになった日   | 2007年12月23日 |
| 第3話  | まだ夫婦じゃなかった?! | 2007年12月30日 |
| 第4話  | 不安な新婚生活         | 2008年1月6日   |
| 第5話  | 無謀な挑戦             | 2008年1月13日  |
| 第6話  | 努力の成果             | 2008年1月20日  |
| 第7話  | 祖父からの花嫁テスト   | 2008年1月27日  |
| 第8話  | これってまさか…        | 2008年2月3日   |
| 第9話  | 家出の末に…            | 2008年2月10日  |
| 第10話 | 自立                   | 2008年2月17日  |
| 第11話 | 新しい一歩             | 2008年2月24日  |
| 第12話 | 嘘の上塗り             | 2008年3月2日   |
| 第13話 | 針の恐怖               | 2008年3月9日   |
| 第14話 | 見え隠れする思い       | 2008年3月16日  |
| 第15話 | すれ違い               | 2008年3月23日  |
| 第16話 | 初めての嫉妬           | 2008年3月30日  |
| 第17話 | 一方通行               | 2008年4月6日   |
| 第18話 | 離れて見えるもの       | 2008年4月13日  |
| 第19話 | 白衣の天使             | 2008年4月20日  |
| 第20話 | 妄想と現実             | 2008年4月27日  |
| 第21話 | 根比べ                 |                |
| 第22話 | 真実が近づけた距離     |                |
| 第23話 | 予想外の奇跡           |                |
| 第24話 | 思わず出た本音         |                |
| 第25話 | 元気のもと             |                |
| 第26話 | 進まない恋             |                |
| 第27話 | 再発見の旅             |                |
| 第28話 | 夢のために             |                |
| 第29話 | 愛の深さ               |                |
| 第30話 | 人生の第2ボタン        |                |
| 第31話 | 約束                   |                |
| 第32話 | 強い思い               |                |
| 最終話 | 未来へと続く愛と絆     |                |

#### スタッフ（台湾版）
- プロデューサー - 馮家瑞（ジェリー・フォン）、王信貴（スコット・ワン）
- 監督 - 瞿友寧（チュウ・ヨウニン）
- 脚本 - 齋錫麟（ザイ・シーリン）、瞿友寧（チュウ・ヨウニン）、林純華（リン・チュンファア）

#### 主題歌（台湾版）
オープニングテーマ「Happy Company / 幸福合作社」
歌 - 范曉萱（メイヴィス・ファン）
エンディングテーマ「You / 你」
歌 - 林依晨（アリエル・リン）
| 中視数位台 日曜 22:00 - 23:30                    | 中視数位台 日曜 22:00 - 23:30                            | 中視数位台 日曜 22:00 - 23:30                     |
| 前番組                                           | 番組名                                                   | 次番組                                            |
| ------------------------------------------------ | -------------------------------------------------------- | ------------------------------------------------- |
| 悪魔で候〜惡魔在身邊〜 （2005.6.26 - 2005.9.25） | イタズラなKiss 〜惡作劇之吻〜 （2005.9.25 - 2006.2.12）  | 愛殺17 （2006.2.19 - 2006.5.14）                  |
| ろまんす五段活用 （2007.9.16 - 2007.12.9）       | イタズラなKissII 〜惡作劇2吻〜 （2008.11.7 - 2009.2.20） | トキメキ!玉子チャーハン （2008.5.4 - 2008.7.20）  |
| 八大綜合台 土曜 21:00 - 22:30                    |                                                          |                                                   |
| -                                                | イタズラなKiss 〜惡作劇之吻〜 （2005.10.1 - 2006.2.18）  | 愛殺17 （2006.2.25 - 2006.5.20）                  |
| ろまんす五段活用 （2007.9.22 - 2007.12.15）      | イタズラなKissII 〜惡作劇2吻〜 （2007.12.22 - 2008.5.3） | トキメキ!玉子チャーハン （2008.5.10 - 2008.7.26） |

### イタズラなKiss〜Miss In Kiss
『惡作劇之吻Miss In Kiss』のタイトルで、東森超視､東森綜合台で2016年12月 -  2017年3月にかけて台湾で放送された。
日本国内では『イタズラなKiss〜Miss In Kiss』の邦題でフジテレビにて2017年10月10日 -  2018年1月9日（毎週月曜26時35分 - 27時35分）に初放送。
初回のみ月曜26時45分 - 27時45分に放送｡

#### キャスト（台湾版）
| 日本版役名 | 台湾版役名                     | 俳優名                       | 担当声優名 |
| ---------- | ------------------------------ | ---------------------------- | ---------- |
| 入江直樹   | 江植樹（ジャン・ジーシュウ）   | 李玉璽（ディノ・リー）       | 平川大輔   |
| 相原琴子   | 向月琴（シャン・ユエチン）     | 呉心緹（エスター・ウー）     | 水樹奈々   |
| 池沢金之助 | 金支柱（ジン・ジージュウ）     | 宮以騰（ゴン・イーテン）     | 阪口周平   |
| 松本裕子   | 呉子裕（ウー・ズーユー）       | 席惟倫（リコ・シ）           | 芦原桐子   |
| 相原重雄   | 向東流（シャン・ドンウ）       | 洪都拉斯（ホンジュラス）     | 山口恵     |
| 入江紀子   | 何盼雲（ハー・パンユン）       | 蔡燦得（ベガ・ツァイ）       | 天野真実   |
| 石川理美   | 石理美（シ・リメイ）           | 喬雅琳（アリエル・チャオ）   |            |
| 小森仁子   | 林小森（リン・シャオセン）     | 文聞（ステファニー・ウェン） |            |
| 渡辺       | 杜亞鈞（ドゥー・ヤージュン）   | 呉承璟（デューク・ウー）     | 峰晃弘     |
| 入江重樹   | 江春水（ジャン・チュンシュイ） | 趙自強（チャオ・ジチャン）   | 渡邉隼人   |
| 入江裕樹   | 江玉樹（ジャン・ユーシュウ）   | 沈昶宏（セン・チャンホン）   | 杉山あいり |
| 菅原       | 管原野（グアン・ユエンイェ）   | 民雄（ミンシュン）           |            |
| 須藤       | 胡須藤（フ・シュテン）         | 邱俊儒（クリフ・チョ）       |            |
| チビ       | 小不點（シャオブディエン）     |                              |            |
| 松本綾子   | 呉子綾（ウ・ズリン）           | 呉季璇（ウィニー・ウ）       |            |
| 沙穂子     | 白莎穗（バイ・シャースイ）     | 簡廷芮（デウィ・チェン）     | 橋爪紋佳   |
| 大泉       | 白泉（バイチュエン）           | 高振鵬（ガオ・ゼンポン）     |            |

#### スタッフ（台湾版）
- 監督 - 蔡季瑛（ツァイ・ジイーン）
- プロデューサー - 王信貴（ワン・シングイ、郭静純（グオ・ジンチュン）、丁逸筠（ディン・イーユン）、劉育君（リュ・ユジュン）
- 製作会社 - SPO Entertainment Inc.、巨角集団、PPTV聚力、王牌娯楽

## 韓国版テレビドラマ
『장난스런 KISS』のタイトルで、2010年9月1日から2010年10月21日まで韓国ドラマがMBC（Group Eight 制作）で放送された。全16話。
日本では『イタズラなKiss〜Playful Kiss』の邦題で2010年12月2日から2011年1月21日までMnetにて毎週木曜金曜の22時45分 - 24時00分に放送され、地上波ではフジテレビ韓流α枠にて、2011年5月10日から2011年5月31日まで、毎週月曜から金曜の15時00分 - 15時57分に放送された。2011年6月7日からBSフジにて、毎週火曜19時00分 - 19時55分まで放送されている。2012年12月15日にはスンジョとハニのラブストーリーを中心にした劇場編集版が劇場公開。

### あらすじ（韓国版）
IQ200の頭脳を持つ天才ペク・スンジョ（キム・ヒョンジュン）に恋心を抱くオ・ハニ（チョン・ソミン）は、スンジョに手紙で告白するも誤字脱字だらけのDマイナスの評価をつけられた手紙を返され、フられる。そんな折、ハニの自宅が地震で倒壊。そのことをニュースで知ったスンジョの父親が幼馴染みであるハニの父親に居候しないかと持ちかける。ひょんなことから始まったスンジョとハニの同居であったが、ドジなハニを最初はトラブルメーカー扱いしていたスンジョも「彼女に出会って冷めていた人生観が変わった」と、何事にもけして諦めないハニの態度に徐々に心を解いていく。ハニの一途な恋とそれによって変わっていく天才スンジョとのラブコメディ。ハニが看護師になる為にパラン大学看護学部への編入試験を受験するが、面接時の実技試験の失敗（マネキンを使用しての心肺蘇生法）により試験官からその場で不合格を言い渡される（「実際の患者ならば、折れた骨が心臓に突き刺さって死亡していた。殺人者を看護師にすることは出来ない」）が、また一から試験を受験し直すことを決意するところで物語は終了となる。

### キャスト（韓国版）
韓国版役名（日本語版役名） - 俳優名
- 백송조 ペク・スンジョ（入江直樹） - 김현중 キム・ヒョンジュン（吹替：平川大輔）
- 오하니 オ・ハニ（相原琴子） - 정소민 チョン・ソミン（水樹奈々）
- 봉준구 ポン・ジュング（池沢金之助 : 이태성 イ・テソン（阪口周平）
- 정주리 チョン・ジュリ - 홍윤아 ホン・ユナ（小林由美子）
- 독고민아 トッコ・ミナ - 윤승아 ユン・スンア（桑谷夏子）
- 홍장미 ホン・ジャンミ - 장아영 チャン・アヨン（瑞沢渓）
- 봉준구의 아이들 ポン・ジュングの仲間たち - 안녕바다 アンニョンパダ
- 오기동 オ・ギドン（相原重雄） - 강남길 カン・ナムギル（岩崎ひろし）
- 황금희 ファン・グミ（入江紀子） - 정혜영 チョン・ヘヨン（伊藤美紀）
- 백수창 ペク・スチャン（入江重樹） - 오경수 オ・ギョンス
- 백은조 ペク・ウンジョ（入江裕樹） - 최원홍 チェ・ウォノン
- 송강이 ソン・ガンイ（菅原） - 황효은 ファン・ヒョウン
- 송지오 ソン・ジオ - 송용식 ソン・ヨンシク
- 황교감 ファン教頭 - 문회원 ムン・フェウォン
- 윤헤라 ユン・ヘラ（松本裕子） - 이시영 イ・シヨン（石田嘉代）
- 왕경수 ワン・ギョンス（須藤先輩） - 최성국 チェ・ソングク（堀内賢雄）

### エピソードリスト（韓国版）
| 話数    | サブタイトル               |
| ------- | -------------------------- |
| 第 1 話 | 冷たくフラれた相手と同居!? |
| 第 2 話 | 天才の意外な弱みをゲット   |
| 第 3 話 | 平和を乱すハプニング続出   |
| 第 4 話 | 初めて2人きりになった夜    |
| 第 5 話 | 落ちこぼれと天才の苦悩     |
| 第 6 話 | 突然で、イジワルなキス     |
| 第 7 話 | 手ごわいライバル登場       |
| 第 8 話 | 同居解消。恋も解消?        |
| 第 9 話 | ついに初めてのデート!      |
| 第10話  | ドキドキのバレンタイン     |
| 第11話  | 2回目のキスは夢の中?       |
| 第12話  | 夢と現実。難問が天才を襲う |
| 第13話  | 雨の中の…キス              |
| 第14話  | 突然の結婚宣言!?           |
| 第15話  | 結婚式も新婚旅行も大騒ぎ   |
| 第16話  | それぞれの幸せに向かって   |

### スタッフ（韓国版）
- 企画 - ハン・ヒ
- 制作 - ソン・ビョンジュン
- 演出 - ファン・イレ、ギム・ドヒョン
- 脚本 - コ・ウンニム
- 制作社 - グループエイト

### 主題歌（韓国版）
オープニングテーマ
歌 -
エンディングテーマ『키스해줄래』
歌 - G.NA（チェ・ジナ）

### 備考
- 2011年3月2日にDVD-BOX1、2011年3月25日にDVD-BOX2が発売された。
- 2011年3月13日にキム・ヒョンジュンとチョン・ソミンを迎え、NHKホールでのプレミアムトーク＆ライブが予定されていたが、2011年3月11日に起きた東北地方太平洋沖地震の影響により、公演が中止された。
- 2011年8月2日に東京国際フォーラムにて、プレミアムトーク＆ライブ in TOKYO<東日本大震災復興イベント>の開催が決定した。

## タイ版テレビドラマ
タイ王国では『Kiss Me รักล้นใจนายแกล้งจุ๊บ』のタイトルでタイドラマが2015年10月5日から2015年12月8日までタイTrue4U（Halo Production 制作）で放送された。全20話。

### キャスト（タイ版）
タイ版役名 - 俳優名
- ตะหลิว テンテン（入江直樹） - ไมค์-พิรัชต์ นิธิไพศาลกุล MIKE（GOLF&MIKE)
- เท็นเท็น ターナー（相原琴子） - ออม-สุชาร์ มานะยิ่ง オーム・スシャー マーナイン（英語版）
- คิง キング（池沢金之助） - ต๋า AF8  タオAF8（タイ語版）

## ドラマCD

### 2005年版
- CDドラマ イタズラなKiss 1〜フラれても好きな人〜（2005年1月25日発売）
- CDドラマ イタズラなKiss 2〜イタズラなKiss！？〜（2005年2月25日発売）
- CDドラマ イタズラなKiss 3〜入江くんのプロポーズ！？〜（2005年3月25日発売）
- CDドラマ イタズラなKiss 4〜恋のライバル出現注意報！！〜（2005年5月25日発売）

#### スタッフ（ドラマCD）
- 企画・制作 - ミナトプロダクション
- 音響監督・演出 - 難波圭一
- 脚本 - 松田環
- 録音・調整 - 石坂徹
- 音響効果 - 村田裕子
- キャスティング協力 - ケッケコーポレーション
- 制作進行 - 原田茂
- 監修 - 西川茂

#### 主題歌（ドラマCD）
オープニングテーマ「Dist」（第1 - 3巻）
歌 - M+K / 作詞・作曲 - Mine
エンディングテーマ「モンマルトルの丘」（第1 - 3巻）
歌 - M+K / 作詞 - Mine / 作曲 - Kohta Igarashi
オープニングテーマ「76th Star」（第4 - 6巻）
歌 - 水樹奈々 / 作詞 - NOKKO、沢ちひろ / 作曲 - 土橋安騎夫 / 編曲 - 五十嵐公太
エンディングテーマ「「好き！」」（第4 - 6巻、2013年版オープニングテーマ）
歌 - 水樹奈々 / 作詞 - 水樹奈々 / 作曲・編曲 - 五十嵐公太

#### 声の出演
- 相原琴子 - 水樹奈々
- 入江直樹 - 浪川大輔
- 入江紀子 - 堀越真己
- 入江重樹 - 龍田直樹
- 入江裕樹 - 田中真弓
- 相原重雄 - 相沢正輝
- 池沢金之助 - 坂口候一
- 石川理美 - 鈴木菜穂子
- 小森じん子 - くまいもとこ
- 渡辺 - 楠田敏之
- 松本裕子 - 木村亜希子
- 松本綾子 - 浅川悠
- 須藤先輩 - 岩田光央
- ノンちゃん - 真田アサミ
- 中川武人 - 泰勇気
- 菅原 - 泉尚摯

### 2013年版
- イタズラなKiss Audio Cinema 第1章〜卒業編〜（2013年11月22日、WLCD-1001）
- イタズラなKiss Audio Cinema 第2章〜プロポーズ編〜（2013年12月20日、WLCD-1004）

#### スタッフ（ドラマCD）
- 企画 - ウェルツミュージック
- 音響監督・演出 - 長崎行男
- 脚本 - 溝口稔
- 監修 - 西川茂

#### オープニングテーマ
- 「好き！」

歌 - 水樹奈々 / 作詞 - 水樹奈々 / 作曲・編曲 - 五十嵐公太

#### エンディングテーマ
- 「さよならわたしの片想い」

歌：Sabao

#### 声の出演
- 入江(相原)琴子 - 水樹奈々
- 入江直樹 - 平川大輔
- 入江琴美 - 金田朋子
- 池沢金之助 - 阪口周平
- 石川理美 - 早水リサ
- 小森じんこ - 山田きのこ
- 入江紀子 - 松井菜桜子
- 入江裕樹(9才) - 朴璐美
- 入江裕樹(20才) - 蒼井翔太

## テレビアニメ
2008年4月から9月まで中部日本放送ほかにて放送された。全25話。キャッチコピーは「愛されちゃってザマーミロ。」

### スタッフ（アニメ）
- 原作 - 多田かおる[29]
- 企画 - 溝口稔
- 監督 - ヤマサキオサム[29]
- 監修 - 西川茂
- シリーズ構成 - 清水友佳子[29]
- キャラクターデザイン - 藤岡真紀、そえたかずひろ[29]
- 美術監督 - 松本浩樹[29]
- 美術設定 - 児玉陽平
- 色彩設計 - 西香代子、佐藤直子
- 撮影監督 - 桑良人
- 編集 - 柳圭介
- 音楽 - 高梨康治
- 音響監督 - 長崎行男
- 音響製作 - トリニティサウンド
- 選曲 - 合田麻衣子
- プロデューサー - 鈴木路子、栗原正弘、西村政行、岩佐芳弘
- アソシエイトプロデューサー - 佐川知之、加藤良太、竹之内良和、中村塁
- エグゼクティブプロデューサー - 軽部重信、木村元子、吉岡昌仁、加藤直次→服部恒明
- アニメーション制作 - トムス・エンタテインメント[29]
- 製作 - 中部日本放送、イタキス製作委員会

### 主題歌（アニメ）
オープニングテーマ
「キミ、メグル、ボク」
作詞・作曲 - 秦基博 / 編曲 - 松浦晃久 / 歌 - 秦基博
第14話と第24話はオープニングなし。第24話ではこの曲をエンディングとして使用された。
エンディングテーマ
「片思いファイター」（第1話 - 第12話）
作詞 - ノマアキコ / 作曲 - 中島優美 / 編曲・歌 - GO!GO!7188
第20話では劇中歌として使用。
「時間よ止まれ feat. SEAMO」（第13話 - 第23話、第25話）
作詞 - AZU & Naoki Takada / 作曲 - Kazunori Fujimoto & Naoki Takada / 編曲 - Kazunori Fujimoto / 弦編曲 - Shintaro "Growth" Izutsu / 歌 - AZU

### 声の出演（アニメ）
- 入江琴子（旧姓：相原） - 水樹奈々[29]
- 入江直樹 - 平川大輔[29]
- 入江紀子（直樹の母） - 松井菜桜子[29]
- 入江重樹 -（直樹の父） 長嶝高士[29]
- 入江裕樹（直樹の弟） - 朴璐美[29]
- 相原重雄（琴子の父） - 島田敏[29]
- 池沢金之助（通称：金ちゃん） - 阪口周平[29]
- 石川理美（琴子の友人） - 早水リサ
- 小森じん子（琴子の友人） - 山田きのこ
- 松本裕子（綾子の姉） - 増田ゆき
- 須藤先輩 - 大塚明夫
- ノンちゃん（木村ノブヒロ） - 野田順子
- 松本綾子（裕子の妹） - 世戸さおり

- クリス（クリスティーヌ・ロビンス） - 後藤邑子
- 鴨狩啓太 - 神奈延年
- 桔梗幹 - 斎賀みつき
- 品川真里奈 - 井上麻里奈
- 小倉智子 - 片貝まこ
- マリー・ロビンス（クリスの母） - 高乃麗
- 入江琴美（琴子と直樹の1人娘） - 金田朋子
- 一色菊之助（直樹の祖父） - 宝亀克寿
- メグ（直樹のおじ・けいぞうの長女） - 城雅子
- タケ（おじの長男） - 疋田高志
- トシ（おじの次男） - 松元恵
- ミキ（おば・ひろこの長女） - 小林遥子

### 各話リスト
| 話数   | サブタイトル               | 脚本       | 絵コンテ       | 演出                  | 作画監督                     |
| ------ | -------------------------- | ---------- | -------------- | --------------------- | ---------------------------- |
| 第1話  | 運命のイタズラ             | 清水友佳子 | ヤマサキオサム | ヤマサキオサム        | 大久保修                     |
| 第2話  | アブない同居生活           | 広田光毅   | 金崎貴臣       | 山口武志              | 小林一三                     |
| 第3話  | 恋のバトンタッチ           | 松田恵里子 | 小林一三       | 小酒井ゆう            | Chol young hee Jung gee hee  |
| 第4話  | ドッキドキな夏休み         | 小林成朗   | 大庭秀昭       | 新田義方              | 森友ヒロキ 鵜池一馬          |
| 第5話  | ガケっぷち! F組冬の陣      | 広田光毅   | 星野真         | 星野真                | 佐々木敏子                   |
| 第6話  | チョコと受験と疫病神       | 清水友佳子 | 名村英敏       | 吉田理紗子            | 池下博紀                     |
| 第7話  | イジワルなKiss             | 松田恵里子 | 福田貴之       | いとがしんたろー      | 加藤洋人 Kim boo young       |
| 第8話  | 憧れのキャンパスライフ!?   | 小林成朗   | 小林一三       | 康村諒                | 末廣直貴                     |
| 第9話  | デートをねらえ!            | 広田光毅   | 五月女有作     | 五月女有作            | 渡辺伸弘                     |
| 第10話 | さよならレイニー・デイ     | 小林成朗   | 山口武志       | 山口武志              | 阿部達也                     |
| 第11話 | 夢でKiss・Kiss・Kiss       | 松田恵里子 | 辻伸一         | 井上義弘              | Lee jong kyung Kim boo young |
| 第12話 | すれ違うハートたち         | 小林成朗   | 大庭秀昭       | 守田芸成              | 鵜池一馬                     |
| 第13話 | 恋のピリオド               | 清水友佳子 | 高梨光         | ヤマサキオサム 清水聡 | 大久保修                     |
| 第14話 | 最強のKiss                 | 清水友佳子 | 山崎みつえ     | 山崎みつえ            | 藤原未来夫                   |
| 第15話 | ハネムーン・パニック!      | 広田光毅   | 名村英敏       | 津田尚克              | Lee jong kyung Kim boo young |
| 第16話 | 追いかけてハッピネス       | 小林成朗   | 小林一三       | 水本葉月              | 明珍宇作                     |
| 第17話 | ねたまれそうなNEWフェイス  | 広田光毅   | 五月女有作     | 五月女有作            | 三浦貴弘                     |
| 第18話 | 不機嫌なトライアングル     | 清水友佳子 | 高梨光         | 山口武志              | 音尾琢磨                     |
| 第19話 | CRAZY FOR YOU              | 清水友佳子 | 大庭秀昭       | 守田芸成              | 鵜池一馬                     |
| 第20話 | ナイチンゲールの誓い       | 松田恵里子 | 山本泰一郎     | 辻泰永                | 高橋よしのぶ                 |
| 第21話 | ガラスの少年               | 広田光毅   | 名村英敏       | 所俊克                | 八代きみこ 石田啓一          |
| 第22話 | 最高のプレゼント           | 小林成朗   | 青柳宏宣       | 吉田里紗子            | 池下博紀                     |
| 第23話 | キミ、メグル、ボク         | 清水友佳子 | 高梨光         | 五月女有作            | 渡辺伸弘                     |
| 第24話 | ハッピー・ラブ・カーニバル | 清水友佳子 | 名村英敏       | 清水聡                | 小坂知 佐々木恵子 鵜池一馬   |
| 第25話 | ハロー♡アゲイン            | 松田恵里子 | 金崎貴臣       | ヤマサキオサム        | ヤマサキオサム               |

### 放送局
| 放送地域   | 放送局             | 放送期間                      | 放送日時           | 放送系列  | 備考             |
| ---------- | ------------------ | ----------------------------- | ------------------ | --------- | ---------------- |
| 中京広域圏 | 中部日本放送       | 2008年4月9日 - 9月24日        | 水曜 25:50 - 26:20 | TBS系列   | 製作局           |
| 関東広域圏 | TBS                | 2008年4月4日 - 9月26日        | 金曜 26:25 - 26:55 | TBS系列   |                  |
| 兵庫県     | サンテレビ         | 2008年4月15日 - 9月30日       | 火曜 25:10 - 25:40 | 独立UHF局 |                  |
| 日本全域   | キッズステーション | 2008年10月17日 -              | 金曜 23:30 - 24:00 | CS放送    | リピート放送あり |
| 日本全域   | AT-X               | 2010年10月15日 - 2011年4月1日 | 金曜 8:00 - 8:30   | CS放送    | リピート放送あり |
| 日本全域   | TBSチャンネル      | 2012年1月29日 -               | 日曜 9:00 - 9:30   | CS放送    |                  |

#### 補足
- 中部日本放送
  - 4月9日放送分では初回スペシャルと題して2話連続で放送。
  - 7月23日放送分と7月30日放送分では共に第16話を放送（7月23日放送分で放送事故が起きたため、以降は当初の予定より1週遅れでの放送となる）。
  - 初回に続き、9月24日放送の最終回でも2話連続で放送（前述の通り、予定より1週遅れの放送となっていたため）。
  - 本放送の終了後、2010年7月10日から同年11月20日まで再放送を実施。放送時間は8月までは毎週土曜 26:43 - 27:13、9月以降は2話連続放送で毎週土曜 26:43 - 27:43。再放送では字幕放送に対応。
- サンテレビ
  - 9月30日放送分（最終回）のみ24時40分から放送。

アニメコミック
- アニ読メ
  - 電子書籍コンテンツにてアニメコミックがアプリ配信。

| 中部日本放送 水曜25:50 - 26:20枠                                                          | 中部日本放送 水曜25:50 - 26:20枠   | 中部日本放送 水曜25:50 - 26:20枠                                           |
| 前番組                                                                                    | 番組名                             | 次番組                                                                     |
| ----------------------------------------------------------------------------------------- | ---------------------------------- | -------------------------------------------------------------------------- |
| のらみみ ※25:45 - 26:15ペルソナ 〜トリニティ・ソウル〜 ※26:15 - 26:45 - 5分繰り下げて継続 | イタズラなKiss （2008.4.9 - 9.24） | のらみみ2 ※25:29 - 26:00かんなぎ ※26:00 - 26:30 （2008.10.15 - 2009.1.14） |

## 舞台

### 恋の味方の学園伝説
「舞台版 イタズラなKiss 〜恋の味方の学園伝説〜」
- 公演日：2008年11月27日-12月7日（東京シアターサンモール）

#### スタッフ（舞台）
- 原作 - 多田かおる
- 脚本・演出 - 坪田塁
- 脚本協力・演出助手 - 原亜紀子
- 音楽 - 楠瀬拓哉
- 振付 - 森新吾
- 美術 - 土岐研一
- 照明 - 阿部典夫
- 音響 - 小幡亨、相川幸恵
- 舞台監督 - 川上大二郎
- 演出部 - 梶原顕、家入賢仁
- 衣裳 - 大井崇嗣
- ヘアメイク - 新井寛子
- 映像 - 佐々木真吾
- 振付助手 - 木野村温子

- 宣伝美術 - 武田和香
- web - 田中ユウコ
- ブログ管理 - 赤峰あき
- 宣伝写真 - YUKi-TO
- 宣伝衣装 - 谷野留美子、秋山えり
- 宣伝ヘアメイク - 谷口小央里、関由美
- 制作 - 紫音史おり、吉水葵、鈴木彩
- 制作協力 - 中野久
- 企画 - 溝口稔
- 企画協力 - 佐藤裕一
- 監修 - 西川茂
- プロデューサー - 難波利幸（ケイダッシュステージ）
- ゼネラルプロデューサー - 松田英夫（ケイダッシュステージ）

#### キャスト（舞台）
- 相原琴子 - 安倍麻美
- 入江直樹 - 八神蓮
- 西園寺拓海 - 颯太
- 一ノ瀬亘 - 小野賢章
- 小森じん子 - 仲村瑠璃亜
- 石川理美 - 黒木マリナ
- 池沢金之助 - 鷲尾昇
- 里中大悟 - 加藤良輔
- 景野和歌子 - 花井ゆき
- 柊璃子 - 升ノゾミ
- 瞳香奈恵 - 秋元麻衣
- 宍戸愛 - 水野夏美
- 錦織レオナ - 疋田英美

- 雨野巌男 - 谷和憲
- 白石純 - 寺田ちひろ
- 藤堂志保美 - 三田村春奈
- 熊井麻衣 - 小林さり
- 椎名葉月 - 藤岡静香
- 岡本華子 - 岡田理恵
- 小田アギレラ - 溝口真央
- 八谷徹 - 本木翔太
- 荒川みなみ - 米田良子
- 入江裕樹 - 星野亜門
- 入江紀子 - 田中里枝
- 等々力達也 - 水谷あつし

### 卒業編
「舞台版 イタズラなKiss 〜卒業編〜」
- 上記作品の続編。ほぼ同キャストで演じられた。
- 公演日
  - 東京公演：2009年7月29日-8月9日（博品館劇場）
  - 神戸公演：2009年8月12日-8月13日（新神戸オリエンタル劇場）

### 淘氣小親親（台湾版）
- 公演日：2012年

#### スタッフ（台湾の舞台版）
- 原作 - 多田かおる
- 脚本・演出 - 李宗熹（リ・チョンシ）

#### キャスト（台湾の舞台版）
- 袁湘琴 - 魏蔓（中国語版）（マンディ・ウェイ）
- 江植樹 - 黄騰浩（中国語版）（テンダー・ホァン）
- 阿財 - 朱陸豪（チュ・ルハオ）
- 阿金 - 郭彦均（アントニー・クオ）

## 映画
『イタズラなKiss THE MOVIE』（イタズラなキス ザムービー）は、「Part1　ハイスクール編」が、2016年11月25日に公開。続編の「Part2 キャンパス編」が、2017年1月、「Part3 プロポーズ編」が2017年11月25日公開。
2016年1月20日香港で行われた「香港ファッション・ウィーク2016 Fall & Winter」にて直樹・琴子・金之助・じんこ役を演じる4名がランウェイを歩いて映画版イタキスメンバーを初めて公開した。また、これまで海外ドラマ吹き替え版やアニメ版で琴子役を演じた水樹奈々が友情出演としてナレーション参加している。

### キャスト（映画）

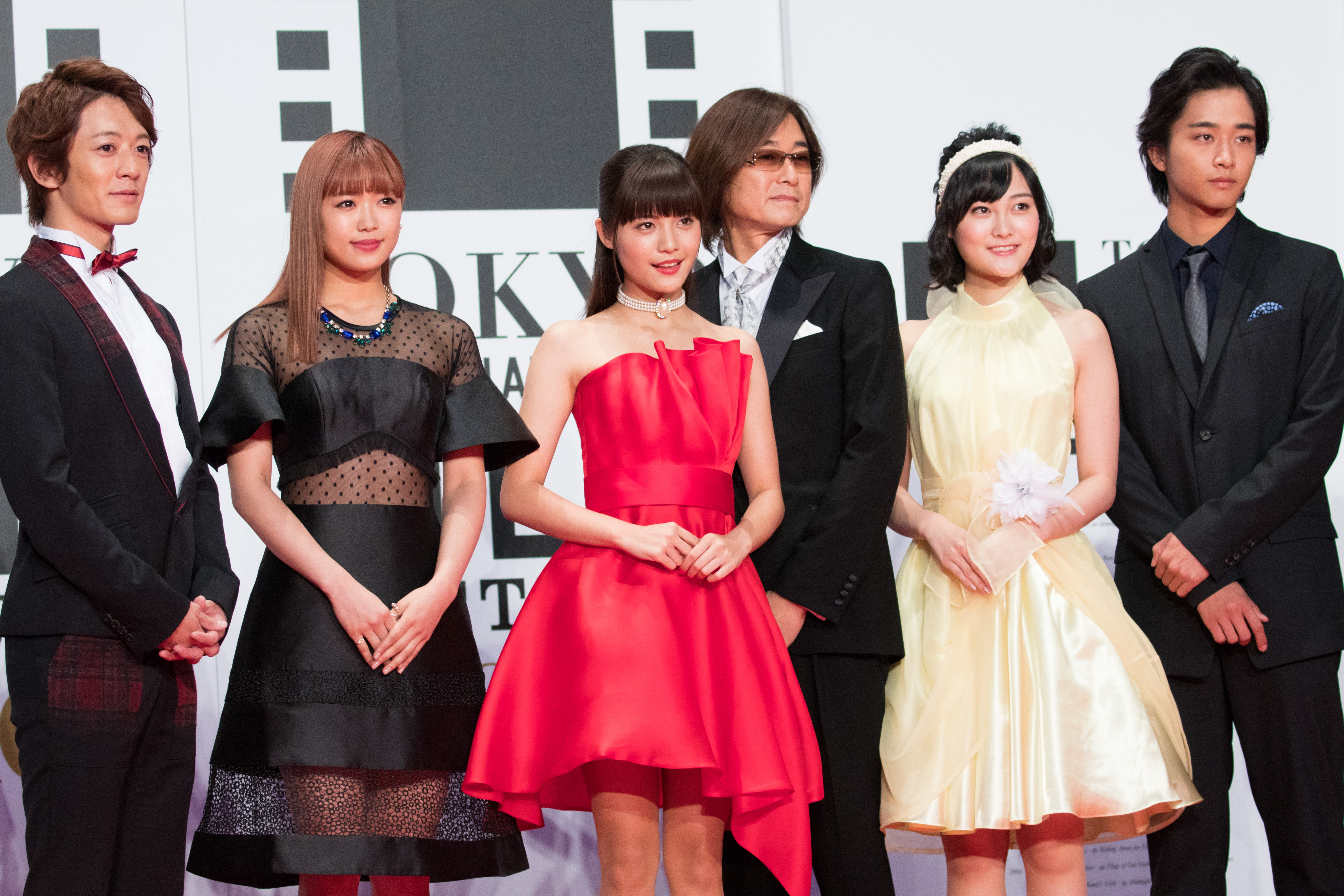
第29回東京国際映画祭オープニングセレモニー。左から大倉士門、山口乃々華、麻木玲那、溝口稔監督、灯敦生、佐藤寛太

- 入江直樹 - 佐藤寛太
- 相原琴子 - 美沙玲奈
- 相原重雄 - 陣内孝則
- 入江重樹 - 石塚英彦
- 入江紀子 - 石田ひかり→鈴木杏樹
- 入江裕樹 - 佐藤瑠生亮
- 松本裕子 - 文音
- 池沢金之助 - 大倉士門
- 石川理美 - 山口乃々華
- 小森じんこ - 灯敦生
- 渡辺 - 井出卓也

### スタッフ（映画）
- 原作 - 多田かおる
- 監督・脚本 - 溝口稔
- 音楽 - 西川茂
- 撮影 - 堂前徹之
- 照明 - 大坂章夫
- 録音 - 小原善哉
- 演出部 - 谷口正行
- 演技事務 - 出射均
- 美術 - 山崎輝
- 装飾 - 西沢和幸
- 持道具 - 岡島はるか
- 小道具 - 三上大貴
- 衣裳 - 江頭三絵
- ヘアメイク - 清水美穂
- 制作 - 坂口智久
- ラインプロデューサー - 森崎太陽
- プロデューサー - 大浦達也・舟橋清美
- 主題歌 - Happiness「Always」（Part1）[34]

### 配信ドラマ
『イタズラなKiss THE MOVIE 番外編』は、「History of KOTOKO 〜琴子の恋物語」が2016年11月11日にゲオチャンネル配信。続編の「History of NAOKI〜直樹の受難」が、同年12月2日、「進学試験とバイト」が同年12月23日配信予定。

### キャスト（配信ドラマ）
- 入江直樹 - 佐藤寛太
- 相原琴子 - 美沙玲奈
- 池沢金之助 - 大倉士門
- 石川理美 - 山口乃々華
- 小森じんこ - 灯敦生

### スタッフ（配信ドラマ）
- 原作 - 多田かおる
- 監督・脚本 - 溝口稔

## 中台合作映画
『
一吻定情』（2019年）

### キャスト（中台合作映画）
- 入江直樹 - ダレン・ワン（中国語版）
- 相原琴子 - リン・ユン（中国語版）

## ゲーム
携帯電話用ゲーム
- 「イタズラなKiss バレンタイン大作戦」「イタズラなKiss めざせミス斗南！」

mobGameにて配信された恋愛シミュレーション有料アプリ。モブキャストによるリリース。
- 「イタズラなKiss＋」「イタズラな Kiss〜アナザーストーリー〜」

GREEにて配信された恋愛シミュレーションソーシャルアプリ。ぴあデジタルコミュニケーションズとアリスマティックによるリリース。アイテム課金制。
CR イタズラなKiss
パチンコ　エース電研にて2010年初夏頃リリースされている。アニメを元にした機種。キャッチコピーは“恋がかなうパチンコ”。